# São Caetano de Odivelas
São Caetano de Odivelas este un oraș în Pará (PA), Brazilia.